# Каллио, Хейкки
Хейкки Каллио (фин. Heikki Kallio; 15 октября 1980, Вааса) — финский шахматист, гроссмейстер (2001).
В составе национальной сборной участник 2-х Олимпиад (2000—2002).

## Изменения рейтинга
| Графики недоступны из-за технических проблем. См. информацию на Фабрикаторе и на mediawiki.org. |